# Tessen von Heydebreck

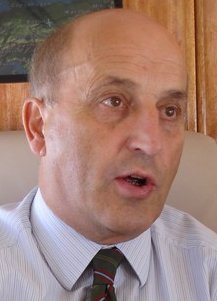
Tessen von Heydebreck (2006)

Tessen Berndt Wedig von Heydebreck (* 9. Januar 1945 in Orth, Hinterpommern) ist ein ehemaliger deutscher Bankmanager.

## Leben
Tessen von Heydebreck entstammt dem pommerschen Adelsgeschlecht von Heydebreck. Er wurde als zweiter Sohn des Kavallerieoffiziers Wedig von Heydebreck (1910–1944) und dessen Frau Erika, geb. Hermann (1918–1969), in Orth (Kreis Neustettin) geboren. Von Heydebreck und studierte Rechtswissenschaften in Freiburg und Göttingen und promovierte 1975 in Göttingen zum Dr. jur.  1967 wurde er Mitglied des Corps Saxonia Göttingen. 1974 trat er in die Deutsche Bank ein und absolvierte ein Trainee-Programm in Hamburg und Bremen. Im Jahr 1977 wechselte er in die Zentrale der Bank nach Düsseldorf und wurde in der Börsenabteilung tätig und zugleich Assistent des damaligen Vorstandssprechers Friedrich Wilhelm Christians. 1981 wurde er Direktor der Bank in Emden, 1983 Mitglied der Geschäftsleitung der Hauptniederlassung Bremen und 1991 Geschäftsleitungsmitglied in Hamburg.
Von 1994 bis 2007 gehörte er dem Vorstand der Bank an, bis 1996 als stellvertretendes Mitglied. Von Heydebreck war während dieser Jahre unter anderem zuständig für Privat- und Geschäftskunden sowie das Asset-Management. Sein besonderes Interesse galt dem Auf- und Ausbau der Geschäftstätigkeit in den zentral- und osteuropäischen Ländern, insbesondere Russland und Polen. Zuletzt verantwortete er im Vorstand als Chief Administrative Officer die Bereiche Personal, Recht, Revision, Compliance und CSR, außerdem war er regional für Zentral- und Osteuropa zuständig.
Mit Ablauf der Hauptversammlung 2007 schied er aus Altersgründen aus dem Vorstand der Deutschen Bank aus.
Seit Januar 2009 ist Tessen von Heydebreck Mitglied des Aufsichtsrates der Dussmann Verwaltungs AG in Berlin und seit Januar 2011 Mitglied des Stiftungsrates der Peter Dussmann Stiftung.
Tessen von Heydebreck setzt sich an verschiedenen Stellen für kulturelle Belange ein. Er ist Vorsitzender des Kaiser Friedrich-Museums-Vereins, Vorsitzender des Kuratoriums der Deutschen Stiftung Denkmalschutz (nach dem Tod von Gottfried Kiesow) und Ehrenvorsitzender des Kuratoriums der IJP Internationale Journalisten-Programme e.V. Bis November 2010 war er Mitglied des Vorstands des Ost-Ausschusses der Deutschen Wirtschaft. Des Weiteren ist er im Kuratorium des Deutsch-Aserbaidschanischen Forums. Er gehört auch dem Domkapitel Brandenburg an.
2007 initiierte er die Gründung der „Deutsch-Polnischen Stiftung für Kulturpflege und Denkmalschutz“ und steuerte das Stiftungskapital bei.
Von Heydebreck ist verheiratet und hat vier Töchter, darunter Amélie von Heydebreck, Kunstautorin und Mitgründerin der Kunstzeitschrift Monopol.

## Mitgliedschaften
Tessen von Heydebreck war Mitglied des Aufsichtsrats der Postbank, der Vattenfall Europe und der Deutschen Energie-Agentur (dena), sowie des Stiftungsrats der Dussmann Verwaltungs AG. Außerdem ist er seit 2017 Vizepräsident des Goethe-Instituts und Vorsitzender des Aufsichtsrats der Handelshochschule Leipzig. Bis zum 2. April 2009 war er stellvertretender Aufsichtsratsvorsitzender der DWS Investment GmbH.
Heydebreck ist Kommendator der Pommerschen Genossenschaft des Johanniterordens.